# Ipomoea violacea
L'ipomea violacea (Ipomoea violacea L., 1753) è una pianta appartenente alla famiglia delle Convolvulaceae.

## Descrizione
È una pianta a foglie ovali, verdi, e a fiori rotondi (si riconoscono per la tipica forma "a campanella"), di solito blu o porpora. Per questo motivo, è molto diffusa in Europa come pianta ornamentale da appartamento e da giardino. Non va confusa con Ipomoea tricolor.

## Semi
I semi di Ipomoea violacea, chiamati tlitliltzin dagli Aztechi, contengono un principio attivo dalle proprietà allucinogene, in particolare psichedeliche: l'ammide dell'acido lisergico (meglio noto come LSA). In effetti il suo principio attivo differisce dall'LSD per appena 2 gruppi etilici; per questo motivo l'LSA può essere facilmente convertito in LSD. Gli effetti allucinogeni dei semi, dipendendo dalla dose assunta, possono essere intensi e durare per alcune ore, sono comunque più blandi di quelli prodotti dall'LSD.
I danni alla salute sono poco noti, ma sono spesso connessi a stati psicotici. Pur dipendendo dal contenuto netto di principio attivo (titolazione), si può ritenere dose psicoattiva l'ingestione di 2-8 semi.
Come per la Salvia divinorum, il peyote, la Rivea corymbosa e l’Argyreia nervosa, l'Ipomea, come riportato già dai primi cronisti spagnoli, è stata originariamente utilizzata nei rituali divinatori e sciamanici dalle popolazioni indigene del Centro e Sud-America. Il suo nome Azteco significa "sacra cosa nera".

## Principi attivi
L'ergina (C16H17N3O, lisergamide o amide dell'acido lisergico LSA) è l'alcaloide psicoattivo principale, contenuto nei semi della pianta. Altri alcaloidi presenti sono: cionoclavina, isoergina, lisergolo, ergometrina.

## Stato legale
In quasi tutti i Paesi del mondo i semi e la pianta sono da sempre completamente legali, sia per quanto riguarda il possesso che la vendita. In Italia è stata considerata legalmente come droga proibita di recente e inserita nella tabella I del TU 309/90 nell'ottobre 2007.